# 東京興業貿易商会
株式会社東京興業貿易商会（とうきょうこうぎょうぼうえきしょうかい、英: TOKYO KOGYO BOYEKI SHOKAI, LTD.）は、耐火材などを販売する日本の株式会社。世界最大のアスベストメーカーであったジョンズ・マンビル社の日本総代理店として、アスベスト（石綿）の輸入で成長を遂げた。1976年（昭和51年）から2003年（平成15年）まで、日本石綿協会に複数回の役員を輩出した石綿業界の中心的企業の一つ。

## 事業所
- 本社 - 東京都港区西新橋1-18-17 明産西新橋ビル 5階
- 支店
  - 札幌支店
  - 仙台支店
  - 東京支店
  - 名古屋支店
  - 大阪支店
  - 広島支店
  - 福岡支店
- 営業所
  - 富山営業所
- その他
  - 千葉物流センター